# Lista över fornborgar i Västergötland

## Falköpings kommun

### Mössebergs fornborg
Mössebergs fornborg Träleborg är den enda i Falköpings kommun, belägen cirka 4–5 km nordväst om Falköpings centrum. Den är stor, i omfång ungefär 500 × 400 m och med sammanlagt knappt 1200 m stenvallar bevarade, dock uppdelade på 770 m inre vallar och 420 m yttre vallar, som bredast hela 16 m. Dessutom finns i östra delen av fornborgen, utanför den yttre vallen, en 200 m lång ränna eller grund grav bevarad. Arkeologerna misstänker att den är en rest efter en palissadliknande konstruktion, då den 1–2 m breda rännan är stenfylld i den 0,2–0,4 m djupa bottnen. I nordöst torde fornborgen ha haft en ingång till borgplatån.

## Göteborgs kommun

### Burshälls fornborg

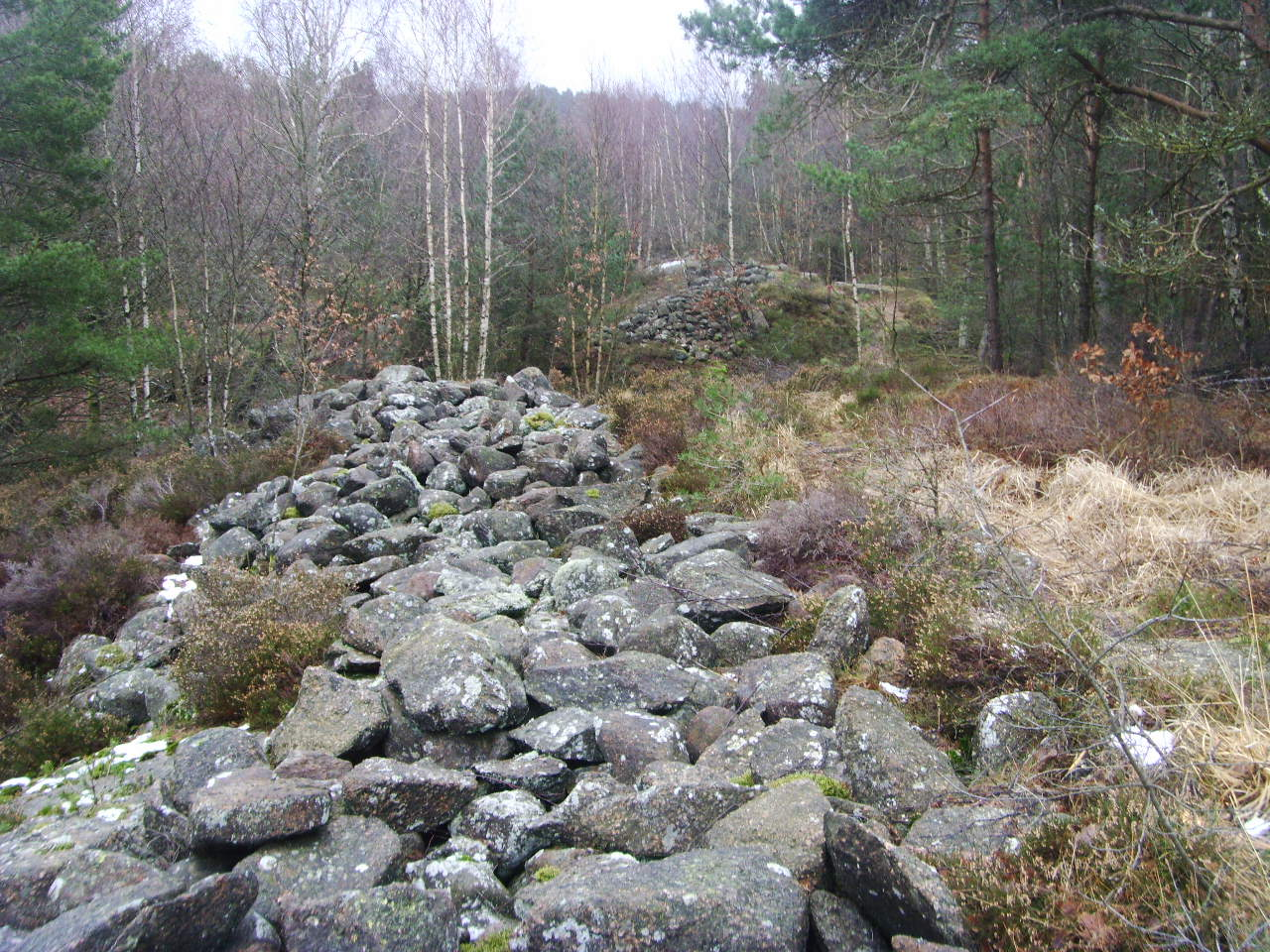
Burshälls fornborg

Väster om Slätta Damm i Hisingsparken i Lundby församling på Hisingen, på toppen av berget Burshäll finns det lämningar av en fornborg ungefär 300 × 400 m, med en cirka 340 meter lång stenvall, som endast skyddar bergets norra del, då de övriga partierna av bergshöjden avgränsas av delvis mycket branta sluttningar. På norra sidan finns även en cirka 1 meter bred ingång, fast av dagens besökare till fornborgen kommer de flesta via en ny väg uppför berget, då man har anlagt stentrappor och bänkar österifrån. Fordom torde ett parti i söder också ha varit någorlunda lättframkomligt, ty det finns antydningar av korta stenvallar i en klyfta. Smärre arkeologiska undersökningar har gjorts i fornborgen, bland annat 1994 i samband med att en ny mast restes på bergets topp, men inga fornlämningar hittades då, inte heller vid en antikvarisk kontroll 2001 och 2002, då en 7 × 4 m stor yta handgrävdes i fornborgens norra del inför uppsättande av ett stängsel. Inga anläggningar framkom, men tre bitar övrig kvarts påträffades.

### Fornborgen i Angered
På en höjd mellan Salviagatan och Gårdstensvägen på Gårdstensberget i Angered fanns tidigare en fornborg belägen 100 m ö.h., men den borttogs i slutet av 1960-talet i samband med uppförandet av stadsdelen Gårdsten. Fornborgen hade klena rester av stenvallar vid bergets lättillgängliga delar. Några av vallarna visade sig var osäkra eller naturbildningar vid den arkeologiska slutundersökningen av GAM omkring 1969. Inga konstruktioner som stolphål eller dylikt kunde iakttagas, dock påträffades linsformade kolkoncentrationer och några bitar bränd lera.

### Fornborgen i Askim

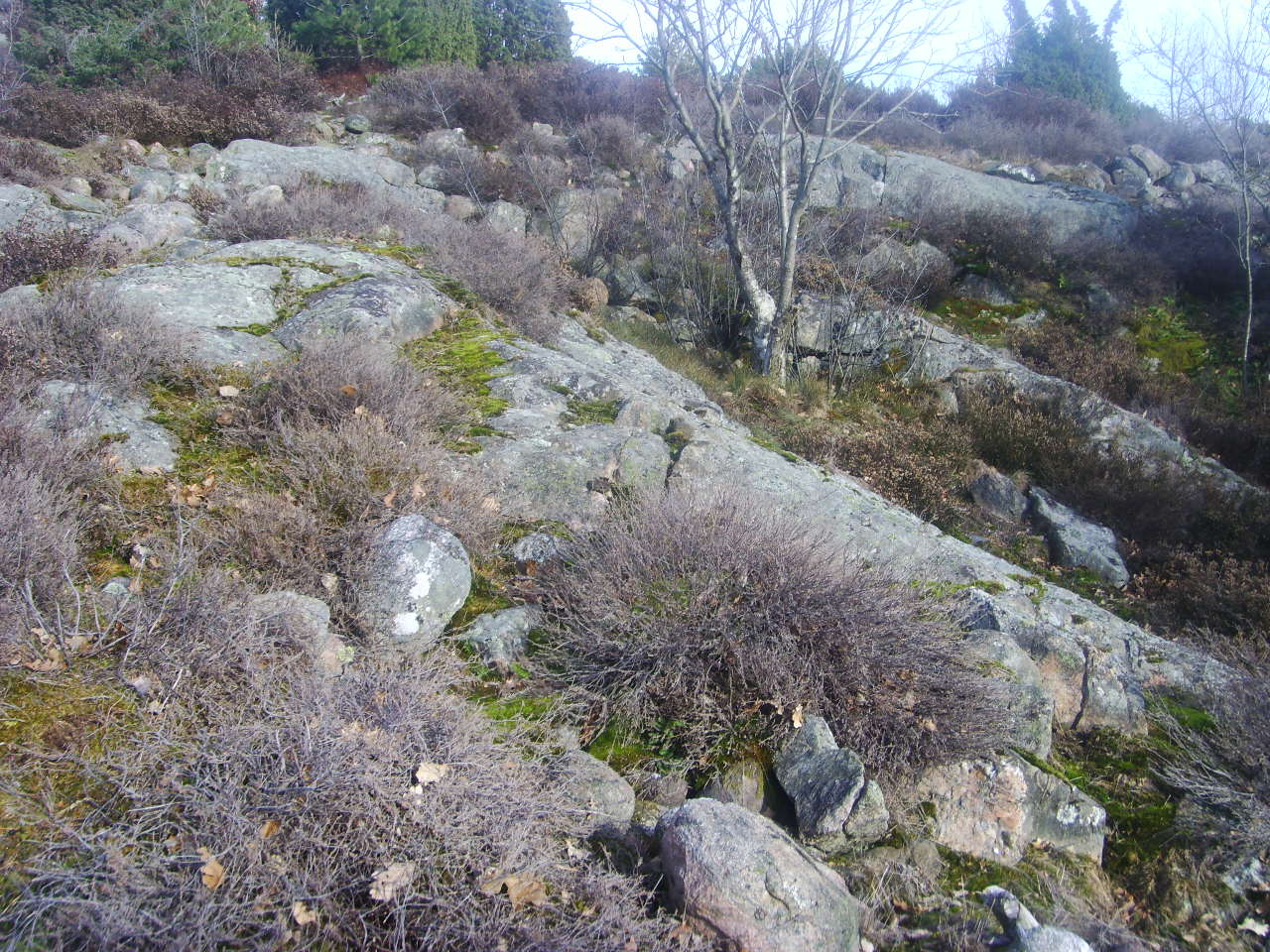
Fornborgen i Askim

Fornborgen i Askim, en gång i tiden tillhörande hemmanet Hult, ligger på ett 35–45 meter högt berg vid Välen längst in i Askimsviken. Söder om berget sträcker sig Marholmen ut i havsviken och sommartid är badgästerna talrika vid Askimsbadet österom, delvis beroende på att Lisebergs Camping Askim Strand ligger vid bergets fot. Fornborgen är tämligen okänd utanför de arkeologiska kretsarna och är ganska svårforcerad, men besökare klättrar dock upp för att se den vida utsikten över land och hav. Under dess brukningstid torde dess ingång varit längs en större skreva i nordväst, där även ett stenvallsparti saknas mot en annars idag ganska heltäckande stenvall mot väster och syd. Vallpartiet som är cirka 140 meter långt omsluter en borgplatå på cirka 100 × 100 m. Åt öster och delvis mot norr är berget brant stupande, mot väster ganska brant och mot syd långsamt sluttande. Vallens bredd är från 0,5 m till 4 m, oftast cirka 1 m och med en höjd på 0,1–0,4 m. Den består i regel av några decimeter stora stenar, undantagsvis så stora som knappt en meter. Stenvallen ansluter till avsatser och klyftor i bergssluttningen. Fornminnesregistret hos Riksantikvarieämbetet kallar stenvallen ”ganska oansenlig, delvis även otydlig”, men jämfört med många andra fornborgar i Göteborgsområdet är den idag både ansenlig och tydlig. Orsaken till detta är att registrets huvuduppgifter många gånger är ett halvt sekel gamla och läget vid havet gör att växtligheten här till skillnad mot mer inlandsbetonade fornborgar inte har växt sig lika rik, som gör att stenvallspartierna blir överväxta. Fornborgen i Askim har dock såsom de flesta fornborgar på branta bergkullar nedrasade partier, men följer man stenvallens sträckning ser man att de ej är naturliga utan en gång var en del av den förmodade försvarsvallen. Nedanför fornborgen finns sentida gärdesgårdar av sten.

### Fornborgen i Backa

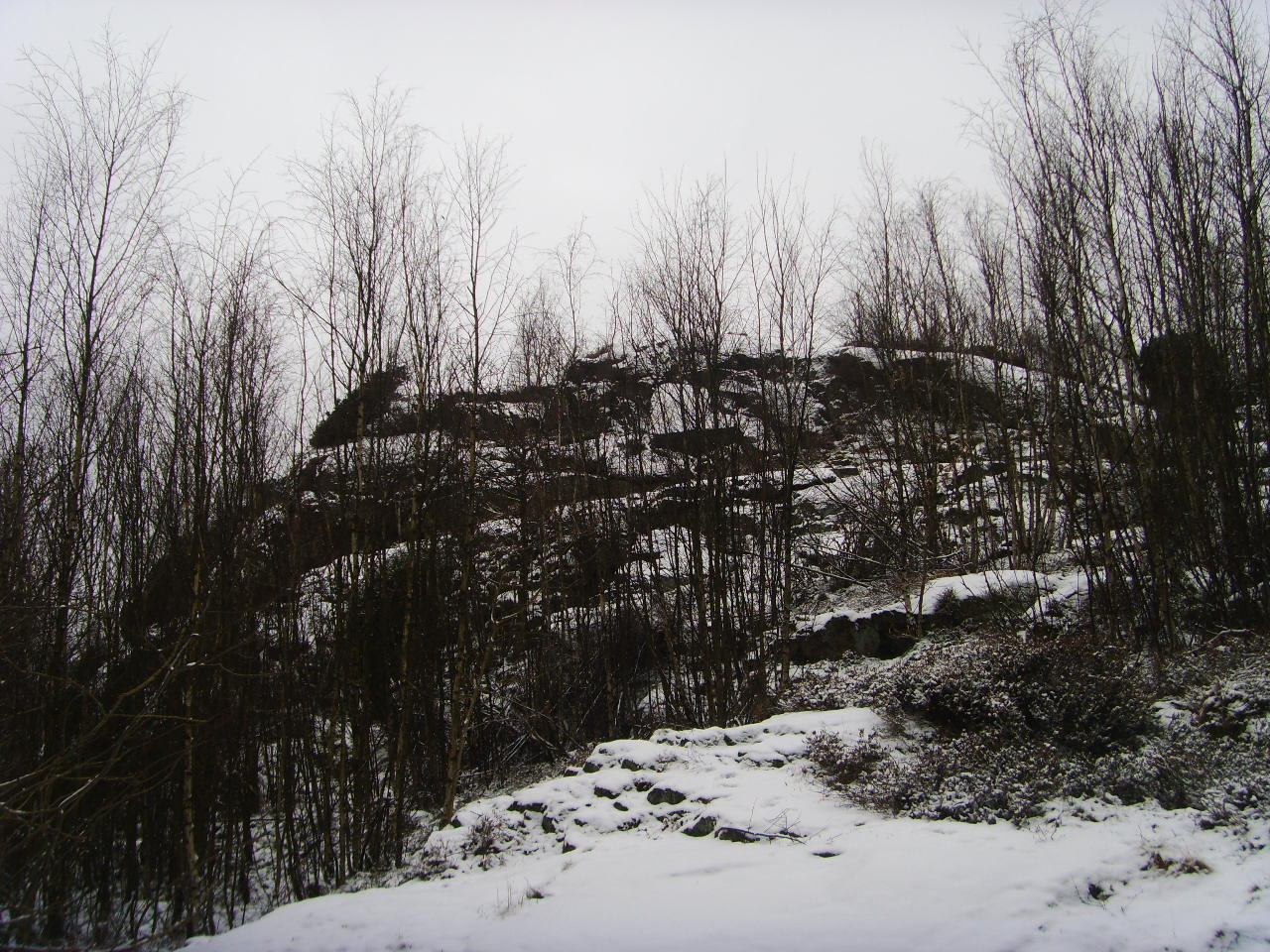
Fornborgen i Backa.

Fornborgen i Backa församling på Hisingen ligger i ett grönområde mellan Aröds industriområde och bostadsområdet Backa Röd. Enklast nås fornborgen är att från busshållplatsen Stora Arödsgatan vid Lillhagsvägen gå knappt 500 m österut, där invid en ravindal finns en klassisk fornborg med måtten 50 × 30 m på höjden 50 m ö.h. Bergkullen kan eventuellt förr ha haft namnet ”Hatten”, ty bosättningsspår hittar man invid fornborgen ända från forntiden. De mest tydliga vid sidan av den moderna villabebyggelsen är spår av 1800-talets stenhägnader och husgrunder, vilka korsar marken på ett flertal platser, men även flintslagningsplatser och dylikt finns registrerade i Riksantikvarieämbetets fornminnesregister. Av fornborgens stenvallar finns endast kortare partier bevarade och dessa skärviga stenar är idag till stora delar överväxta eller nedrasade. Dock har fornborgen till större delen försvarats av naturliga branter. Endast i norr och öster har det varit möjligt att bestiga berget, troligtvis har ingången varit i öster där det ännu idag går en tämligen krokig och brant stig upp till borghjässan. I norr syns spåren av den längsta stenvallen av 20 meters längd. Denna fornborg är den enda säkra fornborgen i Backa, men det finns uppgifter om att det även kan ha funnits en annan på en höjd i ett villaområde, mellan Börsåsgatan och Nya Tingstadsgatan, sydväst om Backatorget på Hisingen. Vid den arkeologiska besiktningen 1970 fastställde de arkeologiska myndigheterna att det redan då var omöjligt att konstatera om det fanns några rester kvar av stenvallar, då så gott som hela det eventuella borgområdet var bebyggt med villatomter. I slutet av 1980-talet omgärdades detta område delvis av stängsel och då konstaterade de antikvariska myndigheterna som var på ny besiktning att området i öster även syntes ha blivit terrasserat i sen tid.

### Fornborgen i Biskopsgården

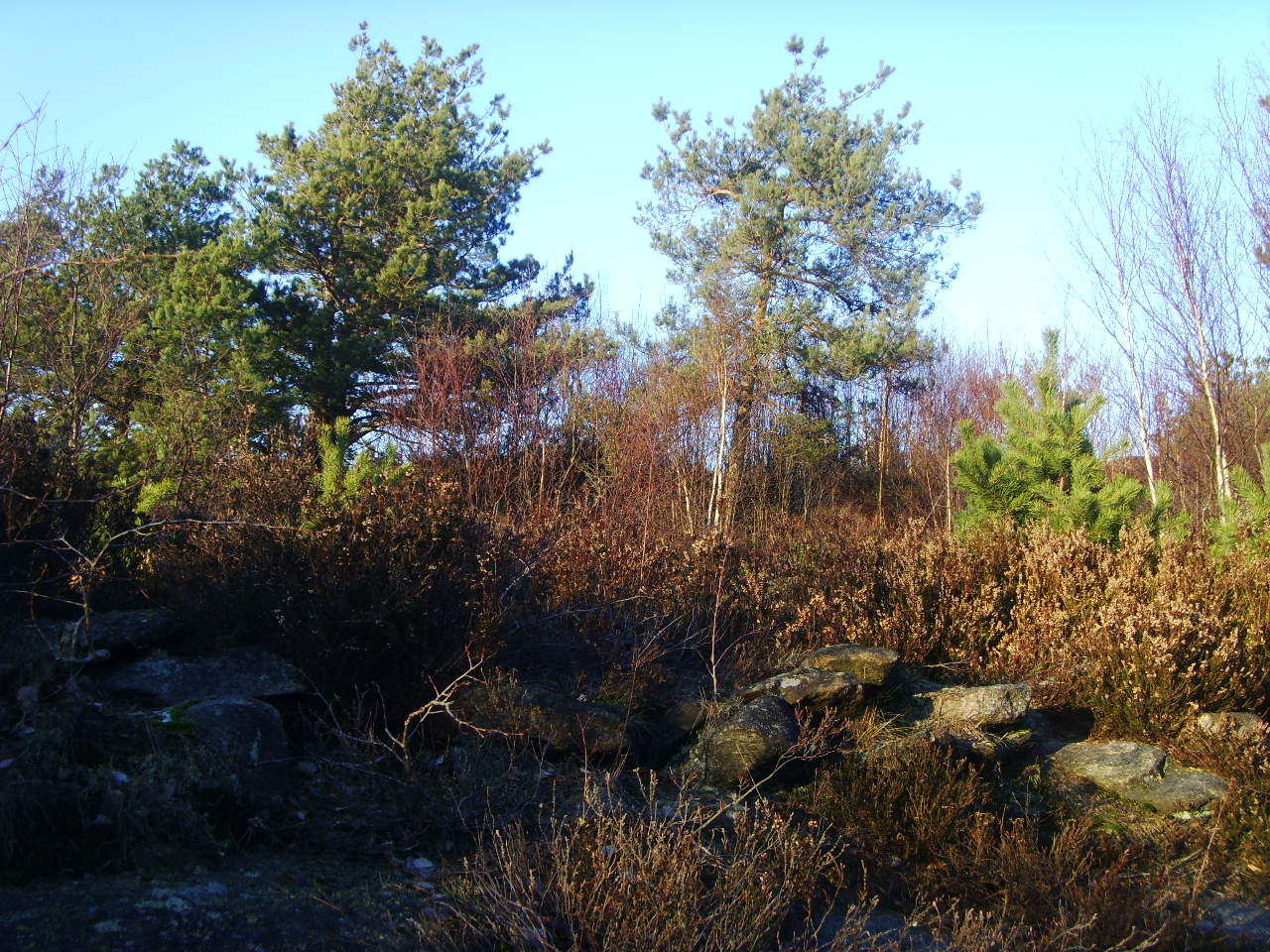
Stenvallen till fornborgen i Biskopsgården löper längs partier av buskar och ljung.

Fornborgen med måtten 120 × 65 m i Biskopsgården i Björlanda socken på Hisingen, är belägen cirka 500 meter väster om Svarte mosse och sydväst om Store Vette. Åt alla väderstreck utom åt väster är den skyddad av stenvallar, idag tydligast synbara i norr och söder, men under ljung- och buskavsnitt går det att stampa sig fram och känna raserade stenvallspartier även i öster där de längsta partierna finns. Åt väster har man utsikt över Volvos fabriker i Torslanda. I den nordöstra delen av fornborgen utgår en gärdesgård av sten som löper ned längs borgbergets nordöstra del. Denna stengärdesgård - en av många i området - är av yngre datum än fornborgen, som torde vara från folkvandringstiden. Det är möjligt att man har använt sig av lössten från stenvallen då man har byggt gärdesgården, då båda har varit kallmurade.

### Fornborgen i Kortedala

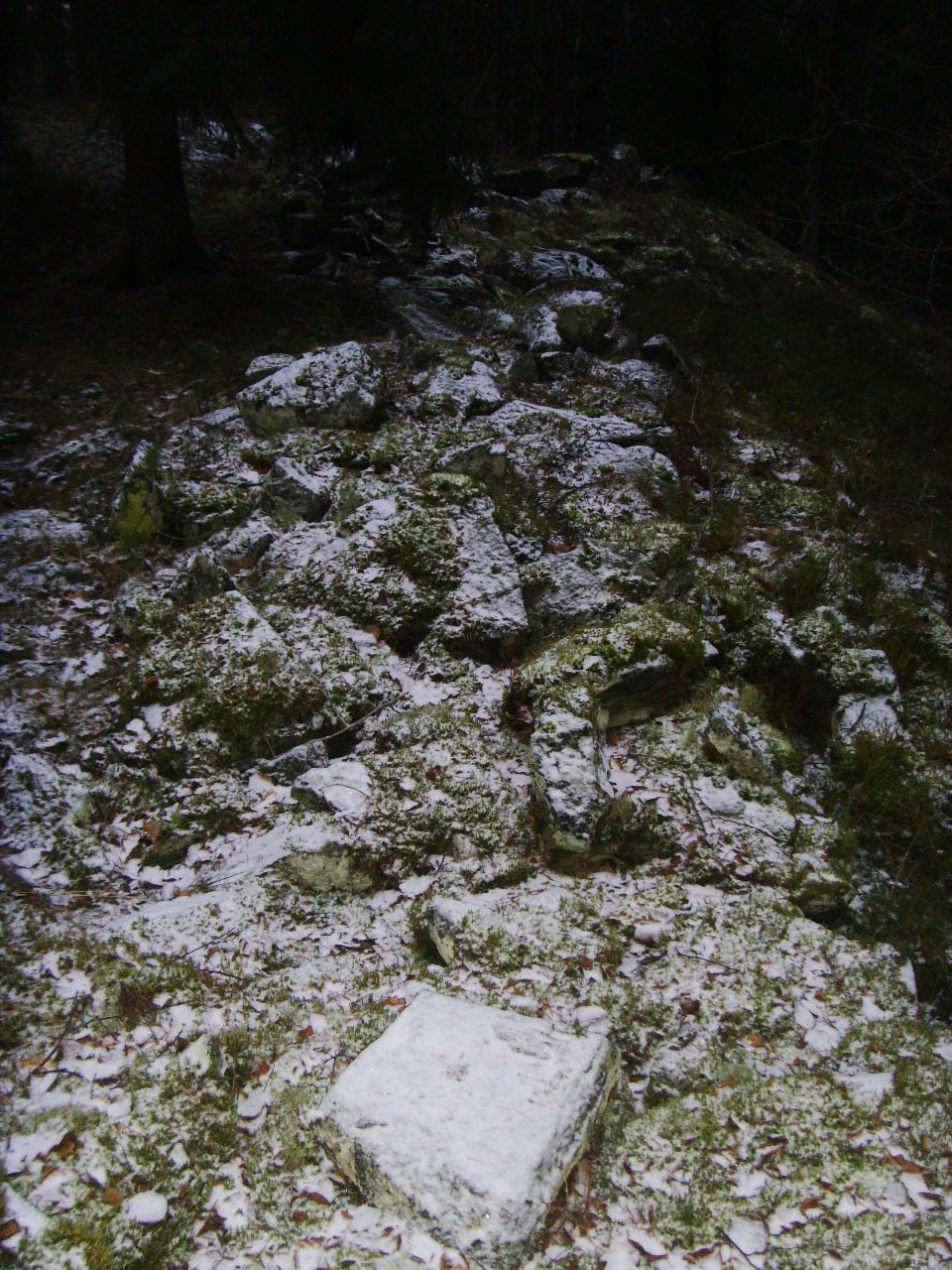
Fornborgen i Kortedala.

Fornborgen i Kortedala är belägen cirka 1 km från Kortedala torg, på ett högt berg några hundra meter väster om Assaredsskolan. Den har inget eget namn utan går under beteckningen RAÄ Göteborg 94:2 i Riksantikvarieämbetets fornminnesregister. Beteckningen RAÄ Göteborg 94:1 har ett närbeläget och skadat gravröse. Båda fornlämningarna vetter västerut brant ned mot Göta älv-dalen. Fornborgen är till sin karaktär en tillflyktsborg, då den är svår att nå och man är tvungen att klättra upp längs bergssidorna. Det verkar som den endast mot öster har en kraftigare stenvall, då den mot de flesta andra väderstreck har naturliga avgränsningar, såsom branter med mera. Huvudvallen är knappt 60 meter lång, med en öppning i södra delen på 2 meter. Vallens bredd är som mest 6 m, men vanligast 2 m och dess höjd skiftar från 0,3 m till 1,5 m. Det finns även en mindre stenvall på knappt 15 meters längd för att avgränsa ett annat parti av fornborgen och viss kallmurning kvarstår. Borgens läge och otillgänglighet har gjort att den ej har utsatts för större skadegörelse i sin konstruktion, men samtidigt är den ganska okänd även för lokalbefolkningen. Någon arkeologisk undersökning är ej heller gjord och fornborgens exakta begränsning är oklar.

### Fornborgen i Lundby
Alldeles öster om Svartedalen, vid Rösebergsgatan i Lundby i Lundby församling på Hisingen fanns tidigare en fornborg på 100 × 50 m, men den slutundersöktes arkeologiskt och borttogs av GAM 1972. Stenvallarnas sammanlagda längd var 1964 inte mer än 27 m, med 1–3 meters bredd och 0,1–0,6 meters höjd, uppdelade i olika vallavsnitt på berget. Belägen i en stadsdel som expanderade hade man sistnämnda år insett att fornborgens autenticitet redan då var så förstörd med bland annat ett nybyggt tegelhus i borgområdet, att fornborgen borde med hänsyn till bebyggelsen undersökas och borttagas, vilken den också kom att göras åtta år senare.

### Fornborgen i Ruddalen

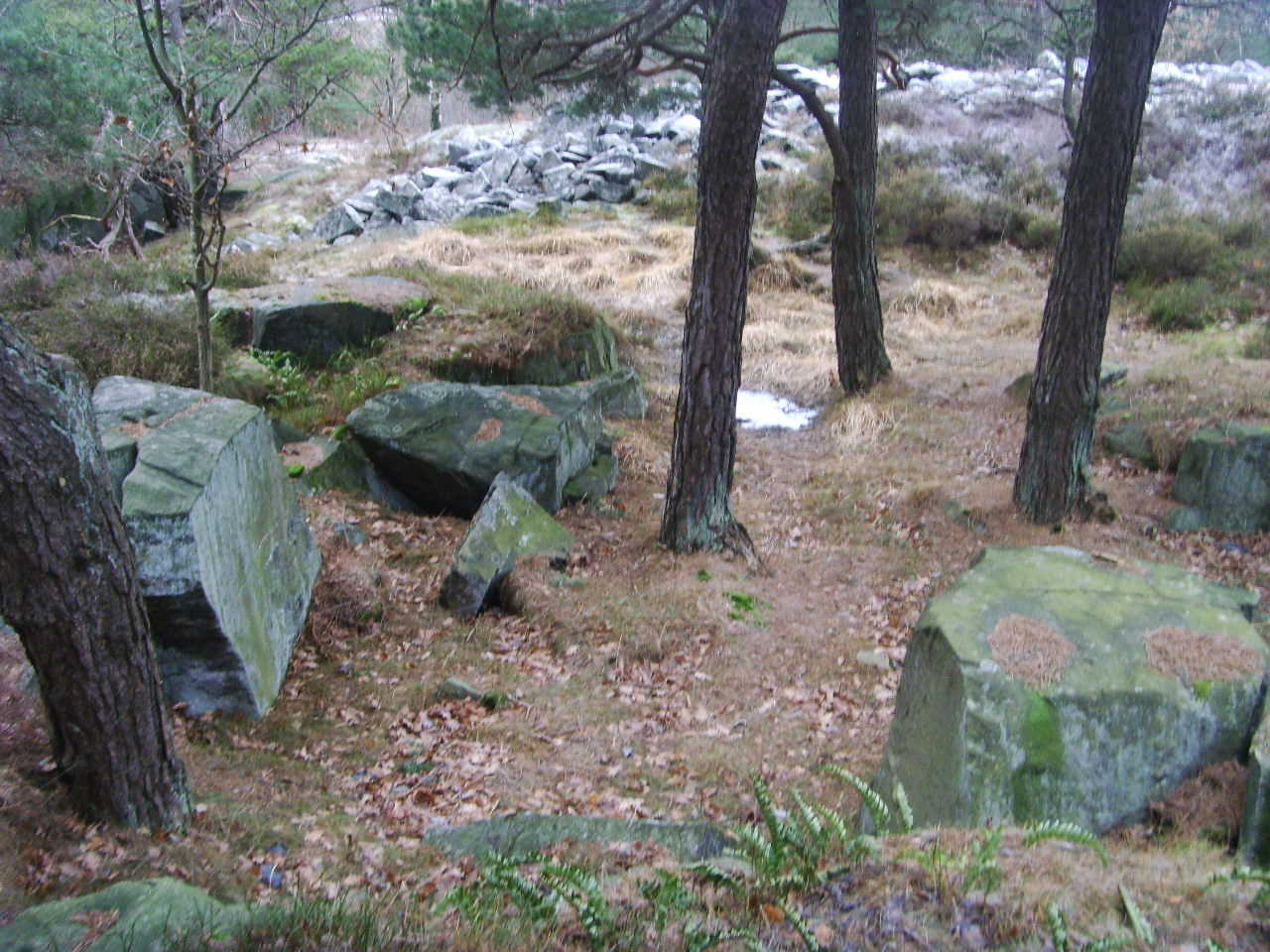
Fornborgen i Ruddalen med stenbrott och stenvall.

Fornborgen i Ruddalen saknar eget namn och går under beteckningen RAÄ Västra Frölunda socken 119:1 i Riksantikvarieämbetets fornminnesregister. Den har måtten 125 × 90 m, och kan anses vara välbevarad, dess kallmurade stenvallar är relativt intakta, även om de som oftast är raserade. De längsta partierna är 75 m respektive 50 m långa och som mest 6 m breda i en höjd av genomsnitt 0,2–0,6 m. Därutöver finns mindre partier av stenvallar bevarade och fornborgen följer det traditionella mönstret med svenska fornborgar där de otillgängliga delarna helt saknar murverk, såsom vid branta stup. Det som därutöver gör fornborgen intressant är att den ligger i ett sammansatt fornminnesområde med fornborg, gravfält, enskild stensättning, röse, boplats och bara drygt en kilometer från Frölunda torg, därtill verkar stenbrottet som skapade materialet till vallarna kvarstå, på borgområdet. Här hittas också på den högsta punkten av borgberget en fornlämning som går under beteckningen röse med RAÄ-numret Västra Frölunda 118:1, men då det är så splittrat till sin karaktär är det antingen starkt omplockat eller har det haft någon slags funktion i fornborgen, ty den har samma kluvna sten som fornborgens murar, tagna från nyss nämnda stenbrott.

### Fornborgen i Änggården

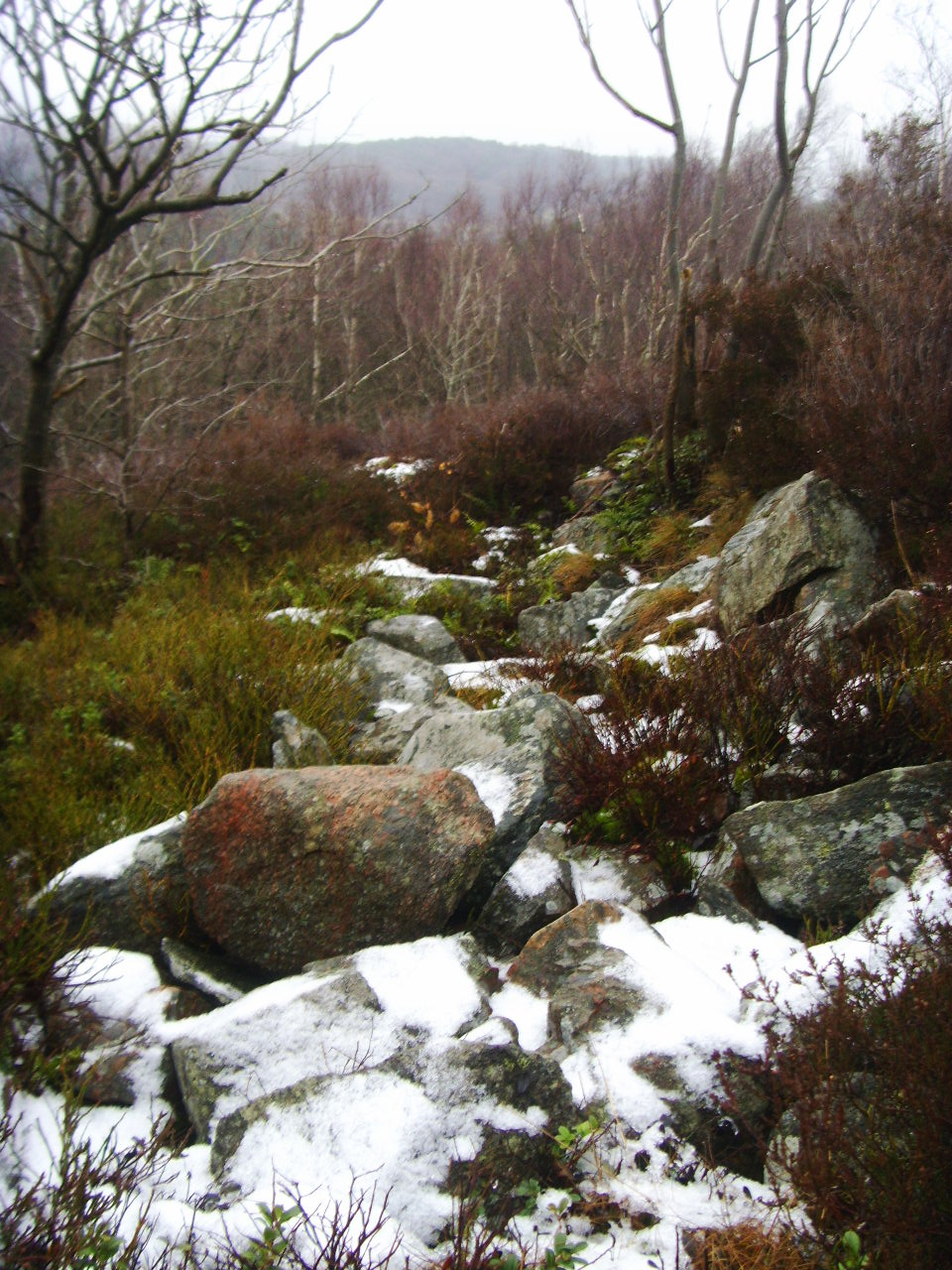
Fornborgen i Änggården.

Fornborgen i Änggården är belägen i utkanten av det nordvästra hörnet av Änggårdsbergens naturreservat. Den är belägen på ett berg 85 m ö.h. på den östra sida av den hårt trafikerade billeden som just vid Flatåsmotet byter namn från Högsboleden till Dag Hammarskjöldsleden. Fornborgen som mäter 250 × 150 m är belägen på krönet av en bergrygg och sluttar brant åt alla väderstreck utom mot norr och nordväst, där hittas också resterna av en stenvall som mäter 80 m i längd, 2–6 m i bredd och 0,2–0,6 m i höjd. Stenarna med måtten 0,2–0,6 m är ofta skärviga, vilket innebär att de har tagits från ett stenbrott. Den raserade vallen är i dåligt skick, så den är svår att bese, även om man står på den, då de flesta stenarna är övertorvade och täckta med buskar, ljung och annan vegetation. På några ställen har den rasat utför slänten. I övrigt saknas synliga vallar trots att flera klyftor finns. Det är dock brant i de nedre delarna. Om man kommer till fornborgen klättrandes från nordväst påträffar man halvvägs upp på berget en smalare stenmur som löper från en skreva till en annan, men den torde vara en stenhägnad av yngre datum, eventuellt för kreaturshållning. Cirka 300 m sydost om denna fornborg finns ännu en sannolik fornborg.

### Fornborgen i Änggårdsbergens naturreservat
I den nordvästra delen av Änggårdsbergens naturreservat finns med stor sannolikhet lämningarna av en fornborg på 80 × 60 m, den är belägen alldeles i närheten av fornborgen i Änggården. Bergshöjden, alldeles väster om Axlemossen, är lättillgänglig endast västerifrån via en bergbrygga mellan sankområden, där den eventuella fornborgen i sydväst i så fall skyddas av dubbla stenvallar på vardera 10 meters längd. Dessa är 1–2 m breda och 0,2–0,5 m höga. Vallarna ligger på en avsats något nedanför själva krönet och utnyttjar stenar i det lätt vittrade berget.

### Skändlabergets fornborg

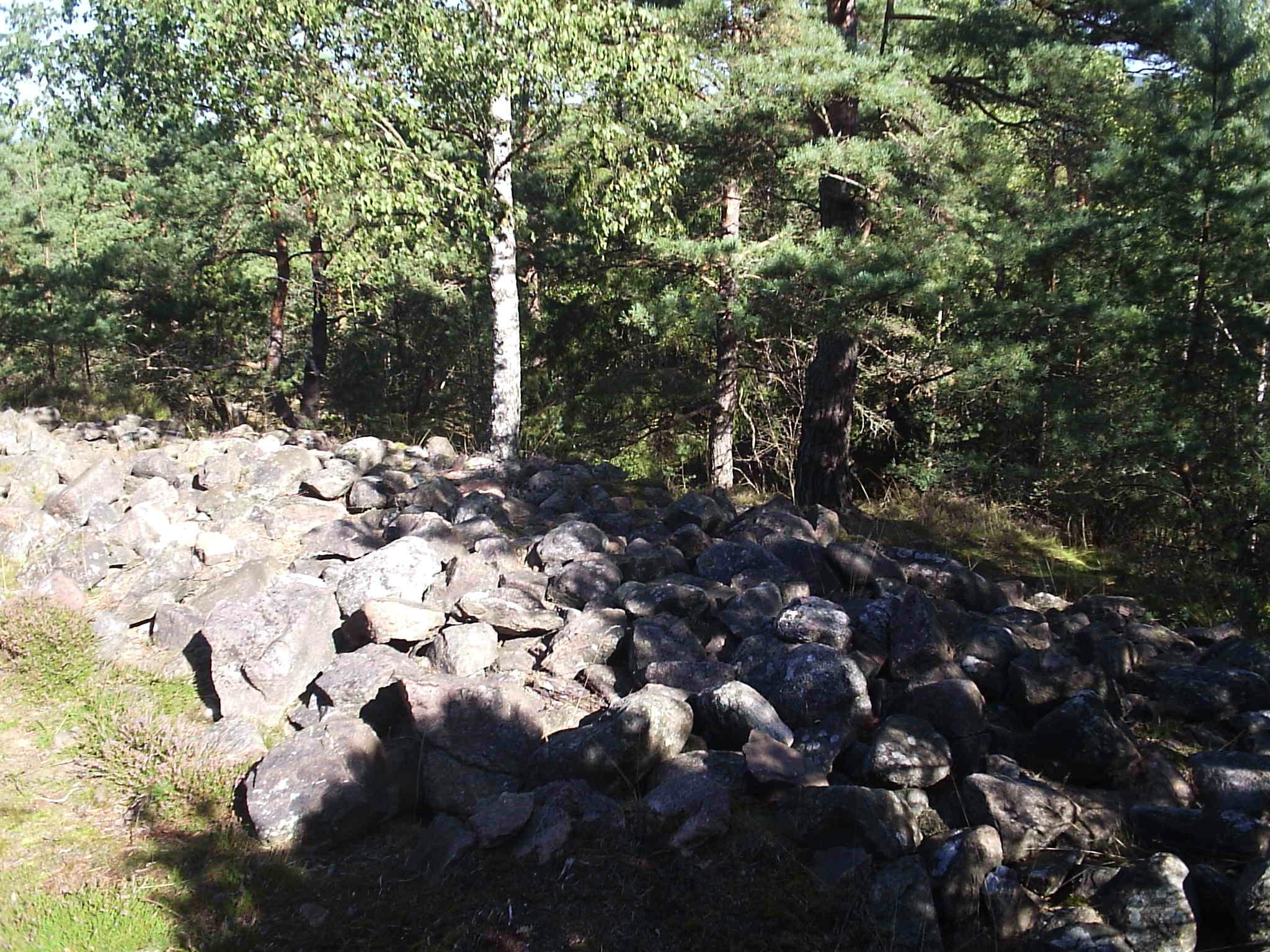
Skändlabergets fornborg

Fornborgen på Skändlaberget (även kallad för Källebergsborgen) på 170 m × 60 m är en av flera fornborgar på Hisingen. Den är belägen på ett berg, norr om en mosse mellan andra berg, där man på de ställen av höjden som har varit mest tillgängliga lagt upp idag raserade murar. Berget är tämligen brant runt om, så stenvallarna är i regel korta bitar som täcker skrevor i berget. Omkring 8 sådan vallavsnitt kan observeras, det längsta på sluttningskrönet i borgens nordöstra del är cirka 20 m långt, 6 m brett och 0,7 m högt. En kallmurning syns delvis i ytterkanten av denna stenvall, intill 0,4 m hög. Stenarna är vanligen 0,3–0,6 m stora och mestadels skarpkantade, det vill säga tagna ur stenbrott. De övriga vallavsnitten är starkt raserade, låga och delvis utfallna över bergssidorna, särskilt i nordväst, där en 15 m lång stenvall syns vara nedrasad. Mitt på västra sidan är tre korta vallbitar kring en klyfta i berget, men då berget vittrar starkt, kan det vara svårt att se vad som mänskligt skapat eller naturbildningar. Berget är som mest oländigt och brant i södra delen, där stenvallar helt saknas. På Skändlaberget där fornborgen är belägen finns talrikt med fornlämningar, såsom boplatser, rösen och gravfält. Fram till Freden i Roskilde 1658 gick gränsen mellan Norge (på den tiden en del av det danska riket) och Sverige på detta berg och Skändla rös utgjorde en gränsmarkering mellan länderna.

## Laxå kommun
- Skansberget (67:1) på en udde i norra delen av sjön Unden.

## Lidköpings kommun

### Drakebergets fornborg
Drakebergets fornborg ligger vid inloppet till Fröfjorden i Sunnerby på Kållandsö i Lidköpings kommun. Den strategiskt belägna fornborgen i den forna järnåldersbygden är 110 × 70 meter i riktningen nord-syd och belägen på en moränbunden bergrygg på ett tämligen högt berg, som stupar brant mot öster och nordöst. I söder, väster och nordväst, där berget är mera långsluttande, är en stenvall på cirka 130 meter anlagd, såsom på många liknande stenvallar är den delvis raserad och övermossad. Ingången till fornborgen torde ha varit från sydväst. Fornborgsmiljön är en numera en hagmark beväxt med enbuskar och enstaka lövträd. Drakebergets fornborg är belägen i en fornminnesrik miljö vid Ullersund, där Vänermuseet i Lidköping har ett flerårigt projekt som drivs tillsammans med Institutionen för historiska studier vid Göteborgs universitet, ty i trakterna av Sunnerby, fordom den största byn på Kållandsö, har en talrik befolkning levat under yngre järnåldern och under medeltiden. Under åren 2004–2007 utgrävdes kvarlämningarna av Sunnerbys medeltida kyrka med tillhörande kyrkogård, riven på 1700-talet och från 2008 och några år framåt ska resterna av en skeppsbegravning i den vendeltida Kungshögen framtas. Kungshögen som har måtten 18 meter i diameter är belägen i ett gravfält från yngre järnåldern som omfattar ett 80-tal anläggningar.

## Mölndals kommun

### Lackarebäcksfjällets fornborg

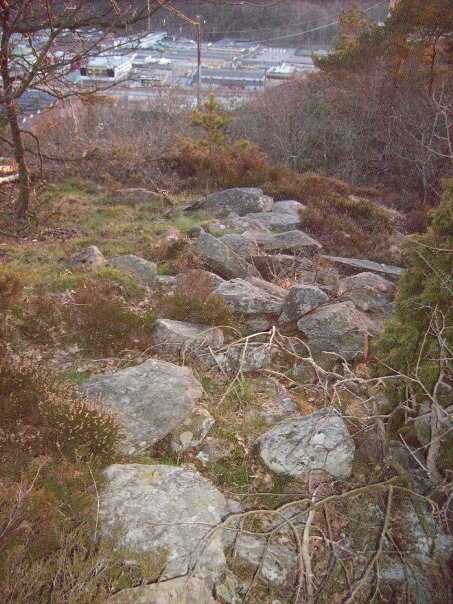
Lackarebäcksfjällets fornborg

Fornborgen på Lackarebäcksfjället (Rallareberget) är belägen på en brant bergrygg med vid utsikt över Krokslätts- och Fässbergsdalen och består av skogsmark med kala partier. År 1655 hette berget Börges fjäll, eventuellt en förvrängning av ordet Borg och fordom kanske kallat för Borgberget. Mot söder och väster avgränsas borgplatån med höga stup och i öster med en brant sluttning med ett mindre stup. Endast mot norr finns en stenvall, delvis raserad med en del fyllning nedgliden längs hällarna, och av den återstår cirka 110 m och dess bredd är 2–5 m och höjd 0,4–0,8 m. Här torde ingången funnits en gång i tiden, även om man längs en brant skreva i söder kan klättra upp på borghjässan. Vid stenvallens västra del finns en mindre antikvarisk raritet, en äldre järnskylt med texten Lagskyddat fornminne. Även vid foten av borgberget mot sydost hittas en 22 m lång stenvall, 2–3 m bred och 0,2–1 m hög. På berget hittas även sönderplockade stensättningar, varav en av dessa en gång i tiden kan ha varit ett röse. Militären har på platsen använt lössten vid byggnation och täckning.

### Safjällets fornborg
Fornborgen på Safjället är belägen på den sydöstra delen av en bergrygg begränsad med höga stup i sydväst och sydost, samt branta sluttningar med små stup i nordost. Öster om borgplatån på 200 × 100 m finns idag ett uppdämt tjärn, som fordom torde ha varit mossmark. Tillträde till fornborgen ges från norr och längs en utmärkt stig österifrån. Här finns också stenvallarna som skyddade fornborgen, i norr kvarstår två partier vilka är 20 m respektive 4 m långa och i sydöstra delen två finns vallavsnitt på 30 m respektive 10 m. Stenvallarna uppmäter en bredd på maximalt 2 m och en höjd på 0,5 m. De är delvis övertorvade och raserade, bland annat är den längre i norr nästan helt nedgliden utför bergssluttningen.

## Tidaholms kommun

### Högeklints fornborg

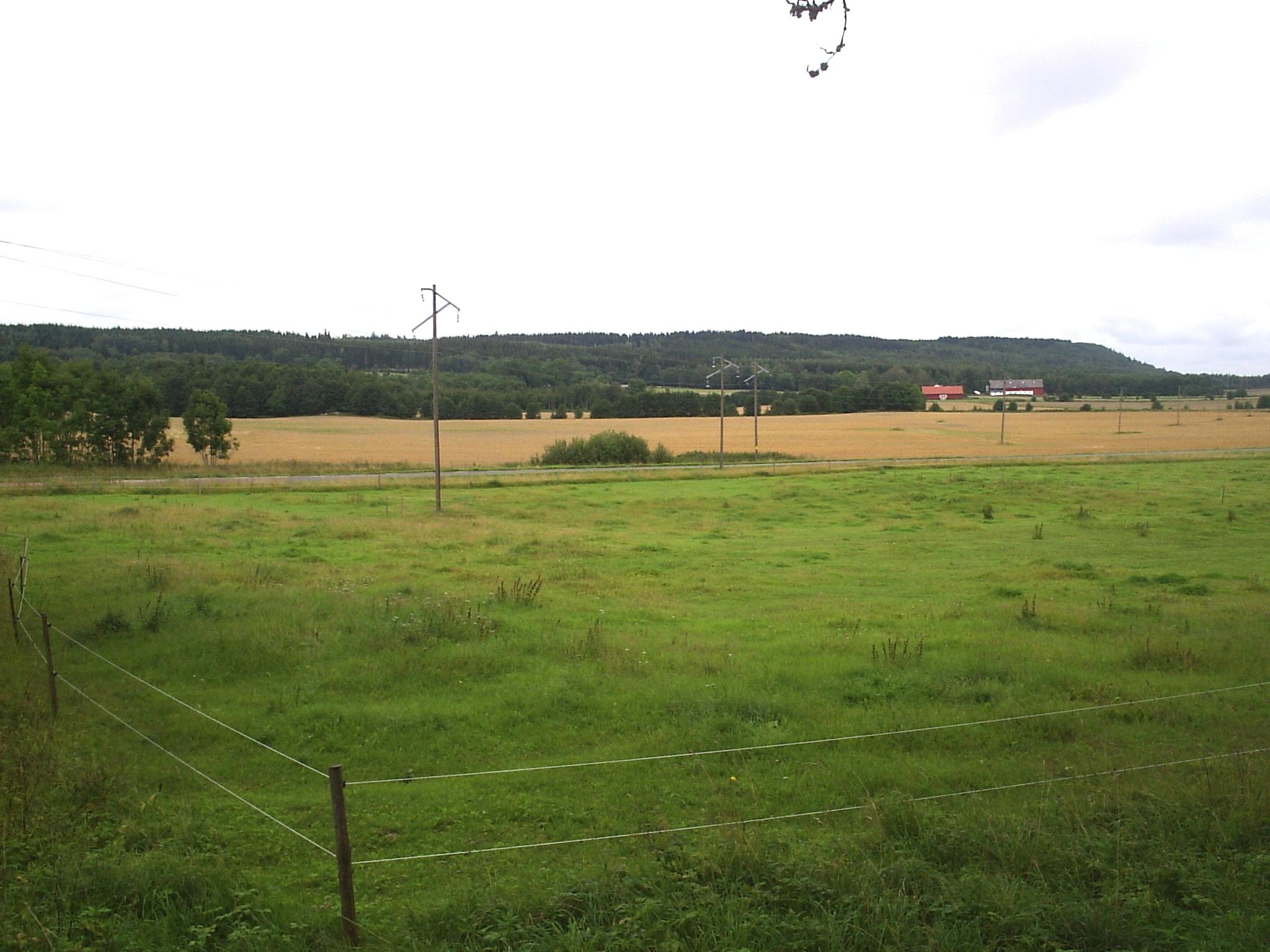
På Varvsberget hittas Högeklints fornborg.

Högeklints fornborg på Varvsberget är den enda i Tidaholms kommun, belägen drygt 1 km nordväst om Varvs kyrka. Den mäter cirka 130 × 50–110 m och är onåbar från den norra och östra delen, där stupen är mycket branta och utsikten mot öster är milsvid. Även från väster är fornborgen relativt svår att nå på grund av mindre stup och branter. Endast mot söder hittar man ett cirka 70 meter långt stenvallsparti, ställvis 6 m bred och med viss kallmurning bevarad. Här finns även två öppningar genom detsamma. Uppe på borgplatån hittas i den sydvästra delen en mindre vattentäkt.

## Vänersborgs kommun

### Hallebergs fornborg

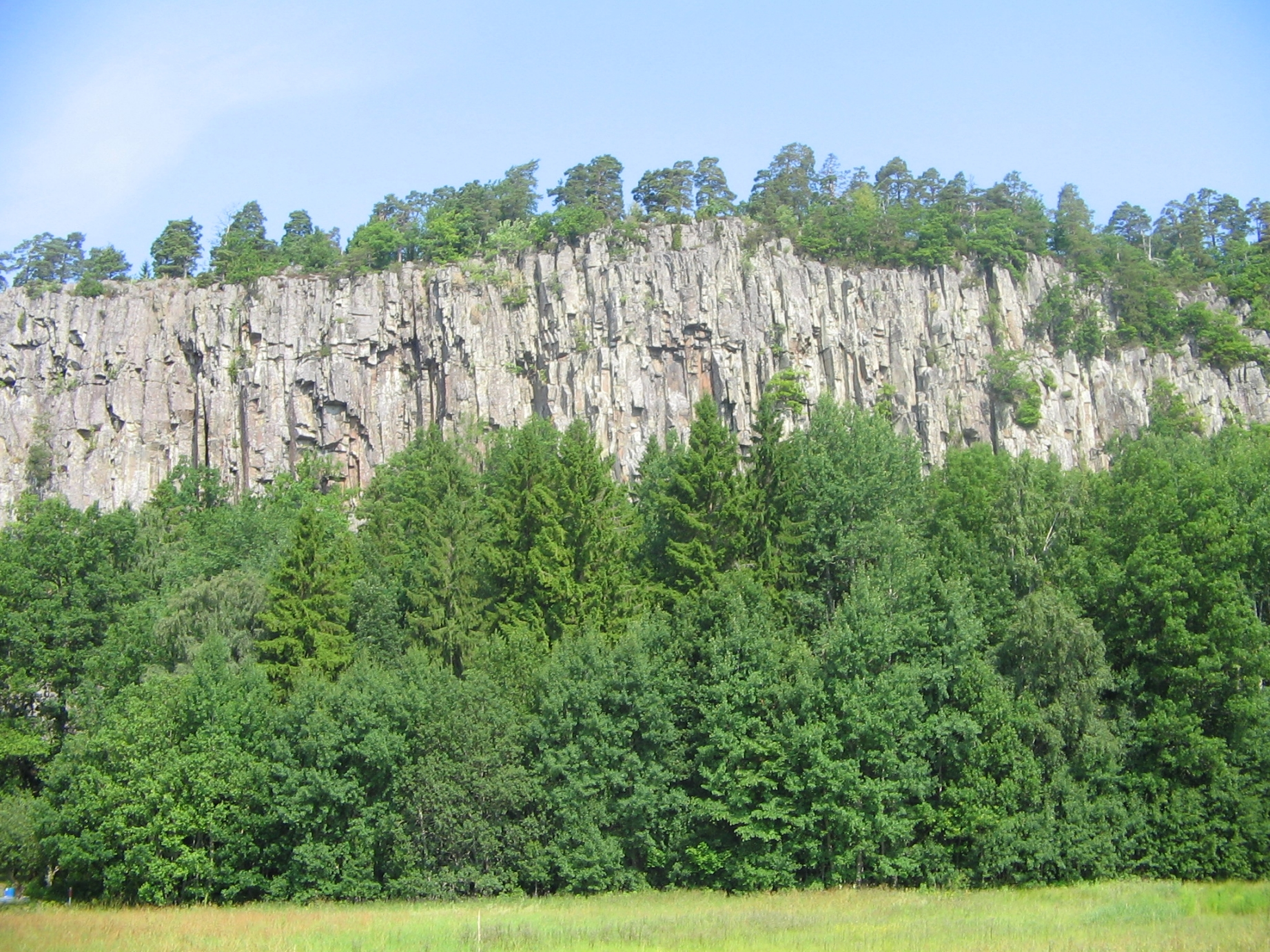
Hallebergs branter

Halleberg utgör Skandinaviens största fornborg (cirka 20 kvadratkilometer). Den är nästan helt naturligt befäst genom bergets branta stup, större stenvallar finns främst vid Storgårdsklev i sydväst. Där finns tre stenvallar med en total längd på 1 800 meter, av vilka den längsta är cirka 700 meter lång och 1 meter hög. Mindre vallar finns i framkomliga klyftor, exempelvis vid Lilleskog och Björkås trappa. Fornborgen anlades under folkvandringstiden på 400–500-talen. Den var tillflyktsort under de svensk-danska krigen på 1400–1600-talen, till exempel vid Gyldenlöwefejden 1676, men även under Gustav III:s ryska krig 1788. Danskarna lyckades endast erövra borgen en gång, 1612. Under Bassefejden 1490–1510 belägrades Halleberg under sju år.

## Lista över fornborgarna
Lista över de 71 fornborgar i Västergötland som upptas i Fornminnesregistret.
| Namn                  | Koordinat                                     | RAÄ-nummer     | bild | kommentar |
| --------------------- | --------------------------------------------- | -------------- | ---- | --------- |
|                       | 57°47′57″N 12°02′01″Ö / 57.79928°N 12.03351°Ö | 22:1           |      |           |
|                       | 57°37′39″N 11°54′54″Ö / 57.62762°N 11.91509°Ö | 2:1            |      |           |
| "Hatten"              | 57°44′16″N 11°57′58″Ö / 57.73771°N 11.96602°Ö | 1:1            |      |           |
|                       | 57°43′58″N 11°58′37″Ö / 57.73277°N 11.97683°Ö | 25:1           |      |           |
| Gråmur                | 58°29′07″N 13°48′31″Ö / 58.48538°N 13.80848°Ö | 26:1           |      |           |
| Borgehall             | 58°31′23″N 13°49′36″Ö / 58.52301°N 13.82664°Ö | 40:1           |      |           |
|                       | 57°25′42″N 12°38′05″Ö / 57.42823°N 12.6347°Ö  | 119            |      |           |
|                       | 58°39′07″N 13°38′50″Ö / 58.65204°N 13.6471°Ö  | 11:1           |      |           |
|                       | 58°49′05″N 14°31′29″Ö / 58.81799°N 14.52465°Ö | 67:1           |      |           |
|                       | 58°12′41″N 12°12′46″Ö / 58.21138°N 12.21288°Ö | 17:1           |      |           |
|                       | 58°12′17″N 12°16′40″Ö / 58.20484°N 12.27788°Ö | 173:1          |      |           |
|                       | 57°45′25″N 12°01′06″Ö / 57.75699°N 12.01821°Ö | 94:2           |      |           |
|                       | 57°40′16″N 11°56′27″Ö / 57.67118°N 11.9408°Ö  | 189:1          |      |           |
|                       | 57°40′05″N 11°56′46″Ö / 57.66814°N 11.94623°Ö | 190:1          |      |           |
|                       | 57°35′23″N 13°26′09″Ö / 57.58973°N 13.4359°Ö  | 10:1           |      |           |
|                       | 57°56′50″N 12°14′31″Ö / 57.94719°N 12.24206°Ö | 20:1           |      |           |
|                       | 57°35′35″N 12°03′22″Ö / 57.59315°N 12.05616°Ö | 27:1           |      |           |
|                       | 58°29′55″N 13°41′35″Ö / 58.49867°N 13.69292°Ö | 8:1            |      |           |
| Tränborgen            | 58°34′34″N 13°42′36″Ö / 58.57624°N 13.70987°Ö | 8:1            |      |           |
|                       | 57°43′30″N 11°54′27″Ö / 57.7249°N 11.90755°Ö  | 80:1           |      |           |
| Burshälls fornborg    | 57°44′05″N 11°55′17″Ö / 57.73467°N 11.9213°Ö  | 110:1          |      |           |
|                       | 57°42′44″N 11°51′13″Ö / 57.71219°N 11.85365°Ö | 291:1          |      |           |
| Norrkvarns fornborg   | 58°47′15″N 14°04′26″Ö / 58.78743°N 14.07397°Ö | 9:1            |      |           |
|                       | 58°26′39″N 13°00′51″Ö / 58.44403°N 13.01414°Ö | 22:1           |      |           |
|                       | 57°40′06″N 11°59′29″Ö / 57.66843°N 11.99142°Ö | 18:1           |      |           |
|                       | 57°40′11″N 12°01′23″Ö / 57.66982°N 12.02299°Ö | 51:1           |      |           |
|                       | 58°37′36″N 13°09′43″Ö / 58.62675°N 13.16182°Ö | 65:1           |      |           |
| Pikenborg             | 57°51′08″N 12°25′10″Ö / 57.85234°N 12.41938°Ö | 64:1           |      |           |
|                       | 57°58′51″N 12°07′59″Ö / 57.98078°N 12.13293°Ö | 17:1           |      |           |
|                       | 58°01′21″N 12°14′49″Ö / 58.02242°N 12.24695°Ö | 112:1          |      |           |
|                       | 58°00′44″N 12°15′31″Ö / 58.01221°N 12.2586°Ö  | 113:1          |      |           |
| Ymsingsborg           | 58°26′10″N 13°49′30″Ö / 58.43618°N 13.82498°Ö | 35:1           |      |           |
|                       | 57°57′03″N 12°06′23″Ö / 57.95079°N 12.10643°Ö | 4:1            |      |           |
| Trolleberg/Trolleborg | 58°09′09″N 12°33′16″Ö / 58.15241°N 12.55436°Ö | Mellby 36:1    |      |           |
| Borängsborg           | 58°49′17″N 13°52′09″Ö / 58.82147°N 13.86903°Ö | 21:1           |      |           |
| Hälltorps fornborg    | 58°16′26″N 12°15′31″Ö / 58.27388°N 12.2586°Ö  | 51:1           |      |           |
| Skoftebyns fornborg   | 58°15′35″N 12°14′21″Ö / 58.25966°N 12.2392°Ö  | 161:1          |      |           |
|                       | 58°16′30″N 12°15′53″Ö / 58.27492°N 12.26461°Ö | 170:1          |      |           |
|                       | 58°38′52″N 14°01′57″Ö / 58.64784°N 14.03251°Ö | 7:1            |      |           |
|                       | 57°45′23″N 11°56′18″Ö / 57.75651°N 11.93826°Ö | 142:1          |      |           |
| Valeklevens fornborg  | 58°37′38″N 14°32′30″Ö / 58.62714°N 14.54173°Ö | 30:1           |      |           |
| Blekmansberget        | 58°39′30″N 14°22′27″Ö / 58.65833°N 14.37404°Ö | 91:1           |      |           |
| Trälleborg            | 58°07′26″N 12°13′55″Ö / 58.12379°N 12.23205°Ö | 3:1            |      |           |
|                       | 58°12′07″N 12°19′12″Ö / 58.20194°N 12.31995°Ö | 91:1           |      |           |
|                       | 58°12′02″N 13°47′40″Ö / 58.20051°N 13.79437°Ö | 2:1            |      |           |
| Träleborg             | 58°12′45″N 13°28′47″Ö / 58.21249°N 13.47975°Ö | 113:1          |      |           |
|                       | 58°26′04″N 12°35′27″Ö / 58.43437°N 12.59092°Ö | 165:1          |      |           |
|                       | 58°23′03″N 12°29′09″Ö / 58.38408°N 12.48594°Ö | 207:1          |      |           |
|                       | 58°23′03″N 12°29′12″Ö / 58.38413°N 12.48679°Ö | 207:2          |      |           |
|                       | 58°23′03″N 12°29′14″Ö / 58.38418°N 12.48711°Ö | 207:3          |      |           |
|                       | 58°22′29″N 12°29′30″Ö / 58.37462°N 12.49178°Ö | 249:1          |      |           |
|                       | 58°24′01″N 12°26′31″Ö / 58.40038°N 12.44192°Ö | 270:1          |      |           |
| Virkels borg          | 58°07′54″N 12°55′19″Ö / 58.13166°N 12.92183°Ö | 34:1           |      |           |
|                       | 57°39′36″N 11°54′24″Ö / 57.65999°N 11.90653°Ö | Frölunda 119:1 |      |           |
|                       | 57°38′56″N 11°56′44″Ö / 57.64884°N 11.9456°Ö  | Frölunda 156:2 |      |           |
|                       | 58°21′27″N 12°25′38″Ö / 58.35756°N 12.42732°Ö | Tunhem 5:1     |      |           |
|                       | 58°21′29″N 12°25′18″Ö / 58.35807°N 12.42173°Ö | Tunhem 5:2     |      |           |
|                       | 58°21′30″N 12°24′45″Ö / 58.35835°N 12.41249°Ö | Tunhem 6:1     |      |           |
|                       | 58°21′49″N 12°24′32″Ö / 58.36363°N 12.40902°Ö | Tunhem 7:1     |      |           |
|                       | 58°21′25″N 12°24′53″Ö / 58.35697°N 12.41462°Ö | Tunhem 8:1     |      |           |
|                       | 58°21′25″N 12°24′59″Ö / 58.35694°N 12.41651°Ö | Tunhem 9:1     |      |           |
|                       | 58°21′26″N 12°25′57″Ö / 58.35712°N 12.43246°Ö | Tunhem 12:1    |      |           |
|                       | 58°21′26″N 12°25′52″Ö / 58.35717°N 12.43114°Ö | Tunhem 13:1    |      |           |
|                       | 58°21′25″N 12°25′50″Ö / 58.35708°N 12.43066°Ö | Tunhem 13:2    |      |           |
|                       | 58°21′45″N 12°27′17″Ö / 58.36257°N 12.45459°Ö | Tunhem 14:1    |      |           |
|                       | 58°21′44″N 12°27′18″Ö / 58.36219°N 12.45513°Ö | Tunhem 14:2    |      |           |
|                       | 58°22′43″N 12°26′52″Ö / 58.37851°N 12.44787°Ö | Tunhem 129:1   |      |           |
|                       | 58°21′47″N 12°24′33″Ö / 58.36297°N 12.4092°Ö  | Tunhem 167:1   |      |           |
|                       | 58°21′17″N 12°25′16″Ö / 58.3547°N 12.42119°Ö  | Tunhem 301:1   |      |           |
|                       | 58°11′05″N 12°07′54″Ö / 58.18482°N 12.13154°Ö | 20:1           |      |           |
|                       | 58°35′40″N 13°24′15″Ö / 58.59451°N 13.4041°Ö  | 41:1           |      |           |